# Paul und Virginia bei den Langohr-Indianern
Paul und Virginia bei den Langohr-Indianern (Originaltitel: Popol et Virginie au pays des Lapinos) ist eine Comicgeschichte des belgischen Comiczeichners Hergé. Diese wurde im August 1934 in der Zeitung Le Petit Vingtième veröffentlicht. Die Figuren im Comic sind Tiere, die sich verhalten wie Menschen. Paul und Virginia sehen aus wie Teddybären.

## Handlung
Der Hutmacher Paul und seine Frau Virginia ziehen in den Wilden Westen, weil Paul meint, dort würden seine Geschäfte besser laufen. Doch es kommt immer noch kein Kunde. Sie machen Werbung mit Plakaten und schon kommt ein Kunde. Es ist ein Langohr-Indianer. Die Langohr-Indianer haben in der Nähe ihr Lager. Es kommen von ihnen immer mehr, doch dadurch laufen die Geschäfte des Indianers, der den Kopfschmuck macht, nicht mehr gut.
Zwischen den Indianern und Paul und Virginia kommt es zum Krieg. Nach einigen Tagen gewinnen Paul und Virginia. Doch die Indianer wollen sich nicht fügen. Virginia wird entführt. Paul versucht sie zu retten.
Beim ersten Mal nimmt er versehentlich eine Langohr-Indianerin mit, weil sie dieselbe Kleidung trägt wie Virginia. Beim zweiten Mal gelingt die Rettung. Die beiden reiten mit ihrem Pferd davon.
Nach einiger Zeit kommen sie zu einem Fluss, in dem Paul Gold findet. Doch der böse Bully Bull nimmt die beiden gefangen. Paul bindet er an einen Baum. Virginia nimmt er als Sklavin. Paul kann sich befreien und
Virginia retten. Bully Bull kommt ins Gefängnis, kann sich aber später befreien. Es kommt zwischen Bully Bull und Paul und Virginia an einer Klippe zum Konflikt. Alle drei stürzen ab. Unten ist aber jemand und verständigt die Feuerwehr. Alle drei können in letzter Sekunde gerettet werden.
Am nächsten Tag werden Paul und Virginia geehrt, weil sie den bösen Verbrecher Bully Bull gefangen haben.

## Geschichte
Schon Ende der 1920er Jahre hat Hergé eine ähnliche Geschichte mit dem Titel Tim das Eichhörnchen - Held des Wildenwesten gezeichnet (franz. Tim l'Ecoureuil - Héros du Far-West).
Es gab später noch weitere sehr ähnliche Geschichten, wie zum Beispiel Tom et Millie.
Es gab dann keine weiteren Tiergeschichten von Hergé. Einen Grund hat er später selbst genannt. 

„Ich habe die Idee dann fallengelassen. Warum sollte man Tiere Dinge tun lassen, die auch Menschen machen.“